# Шауэнштайн
Шауэнштайн (нем. Schauenstein) — город в Германии, в земле Бавария. 
Подчинён административному округу Верхняя Франкония. Входит в состав района Хоф.  Население составляет 2044 человека (на 31 декабря 2010 года). Занимает площадь 26,66 км². Официальный код  —  09 4 75 165.
Город подразделяется на 17 городских районов.

## Население

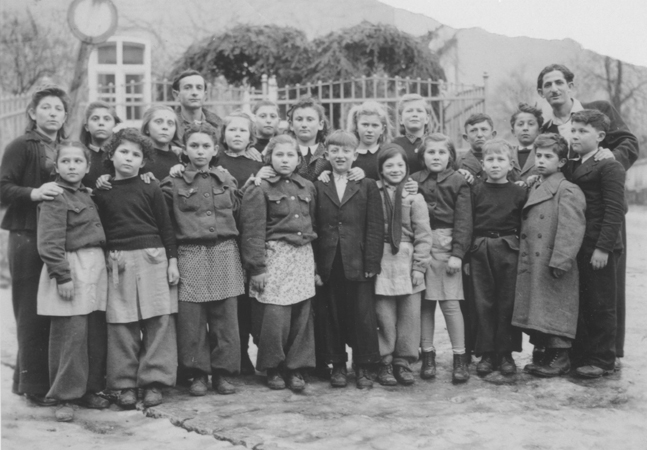
Школьники в лагере для перемещенных лиц, Шауэнштайн, 1946 год.

По оценке на 31 декабря 2015 года население общины Шауэнштайн составляет 1977 чел. 

| Дата      | 1840 | 1871 | 1900 | 1925 | 1939 | 1950 | 1961 | 1970 | 1987 | 2011 |
| --------- | ---- | ---- | ---- | ---- | ---- | ---- | ---- | ---- | ---- | ---- |
| Население | 2084 | 2649 | 2377 | 2247 | 2321 | 3447 | 2922 | 2719 | 2337 | 2051 |

| Год       | 1960 | 1970 | 1980 | 1990 | 2000 | 2009 | 2010 | 2011 | 2012 | 2013 | 2014 | 2015 |
| --------- | ---- | ---- | ---- | ---- | ---- | ---- | ---- | ---- | ---- | ---- | ---- | ---- |
| Население | 2921 | 2708 | 2504 | 2392 | 2282 | 2051 | 2044 | 2030 | 2024 | 2015 | 2008 | 1977 |